# Croce militare del giubileo

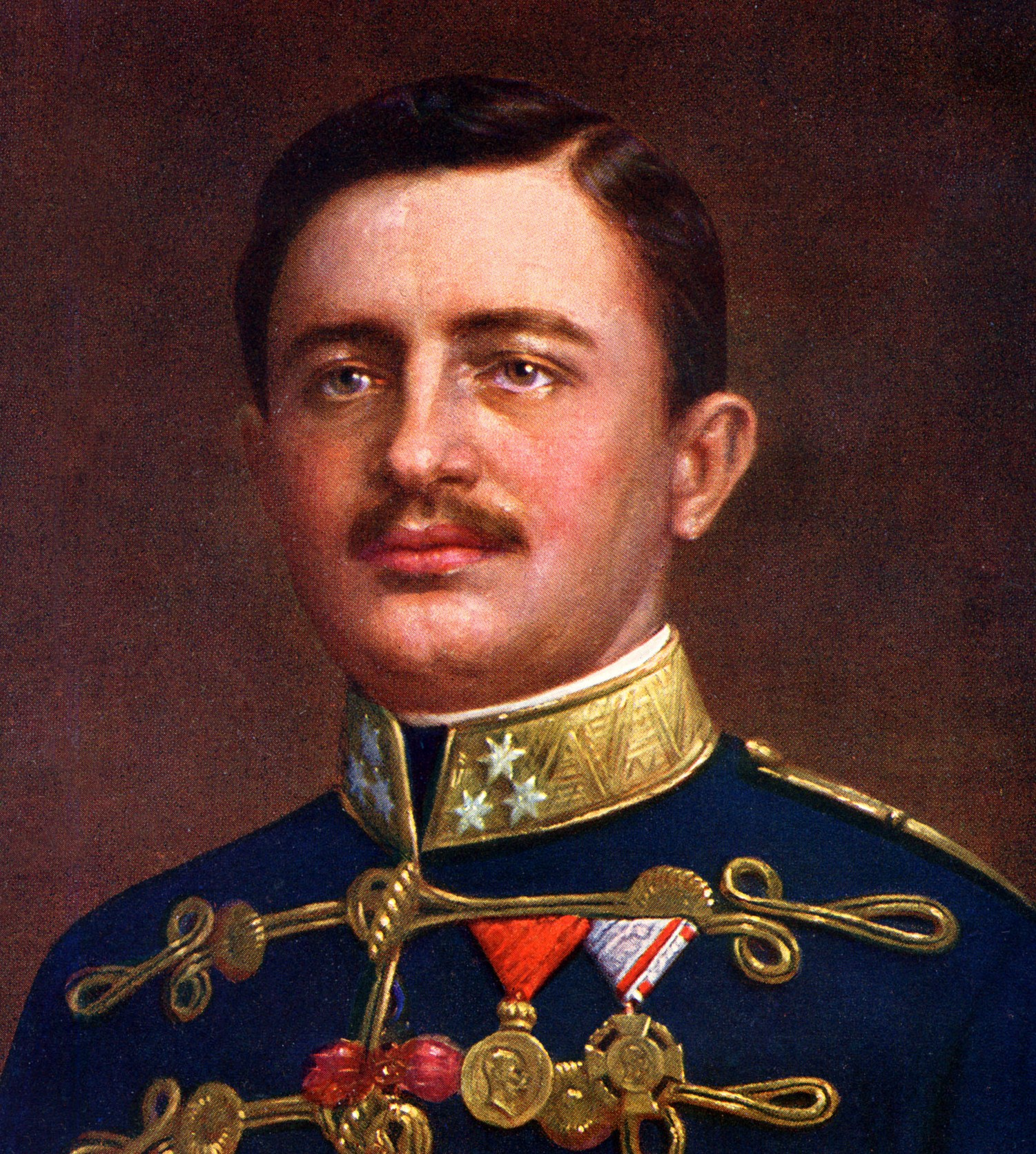
Ritratto dell'arciduca Ereditario Carlo d'Asburgo che indossa l'insegna dell'ordine del Toson d'oro (a sinistra), la medaglia al merito militare (al centro) e la croce militare del giubileo (a destra), eseguito nel 1915.

La croce militare del giubileo (Militär-Jubiläumskreuz) fu istituita il 14 agosto 1908 dall'imperatore Francesco Giuseppe I in occasione del suo 60º anniversario dell'ascesa al trono, che cadeva il 2 dicembre dello stesso anno, ed era destinata ai membri delle forze armate come variante della croce del giubileo del 1908. Con questa onorificenza l'imperatore voleva ricordare i suoi passati di militari del 1848, quando aveva combattuto in Italia durante la prima guerra d'indipendenza agli ordini del feldmaresciallo Josef Radetzky.

## Storia
Potevano esserne insigniti tutti i militari dell'Imperiale e regio esercito, della K.u.K. Kriegsmarine e della Gendarmeria, così come tutti i coscritti già addestrati e che avevano effettuato almeno due richiami in servizio al momento dell'assegnazione, e tutti i veterani. La sua assegnazione non comportava nessun premio in denaro.
La forma dell'onorificenza corrispondeva alle altre versioni della Croce dell'anniversario del 1908.
La decorazione venne creata dall'artista e incisore imperiale Rudolf Marschall, e era costituita da una croce di 37 mm di diametro, le cui braccia erano collegate tra loro da una corona d'alloro. Al centro della croce vi era un medaglione rotondo di 20 mm di diametro, sul quale è raffigurata l'immagine dell'Imperatore, che indossava l'uniforme da feldmaresciallo e l'insegna dell'Ordine del Toson d'oro, rivolta a sinistra. Sul bordo sinistro del medaglione vi era l'iscrizione FRANC IOS I. La parte posteriore della croce era liscia, e sulla parte centrale dello scudo rotondo vi erano incise, su due linee, le date 1848-1908. 
La decorazione era portata appesa ad una fascia triangolare bianca larga 40 mm, ciascuna con un due righe rosse una a 5 mm e una di 3 mm dal bordo, sul lato sinistro del petto.